# Bogliasco
Bogliasco je menší obec v provincii Genova v italském regionu Ligurie. Leží v severozápadní části Itálie, v Janovském zálivu, na pobřeží Ligurského moře. Je součástí Italské riviéry, respektive její východní části Riviery di Levante. Nachází se 11 km východně od centra Janova.
Má rozlohu 4,4 km² a žije zde okolo 4500 obyvatel.

## Historie
Podle archeologických nálezů byla oblast osídlena již v paleolitu a mezolitu. V době Římského císařství zde Římané postavili most, současná dochovaná stavba je z 13. st. Po pádu Římského císařství byla oblast pod správou Franků a Lombarďanů. V roce 1182 se Bogliasco stalo součástí Janovské republiky. V roce 1432 byla obec zničena Benátčany. V 16. st. se stala terčem několika útoků saracénů. V roce 1814 se Bogliasco stalo součástí Sardinského království a od roku 1861 Italského království.

## Obec a památky
- Kostel Natività di Maria Santissima, založený ve 12. st., klasicistně přestavěný v průběhu 18. st.
- Kostel Santa Chiara, z počátku 15. st.
- Kostel San Bernardo, postaven v 16. st., v roce 1780 byl rozšířen
- Most z 13. st.
- Castello di Bogliasco, dům patrně z 18. st. postavený na základech původního přístavního hradu

### Fotogalerie

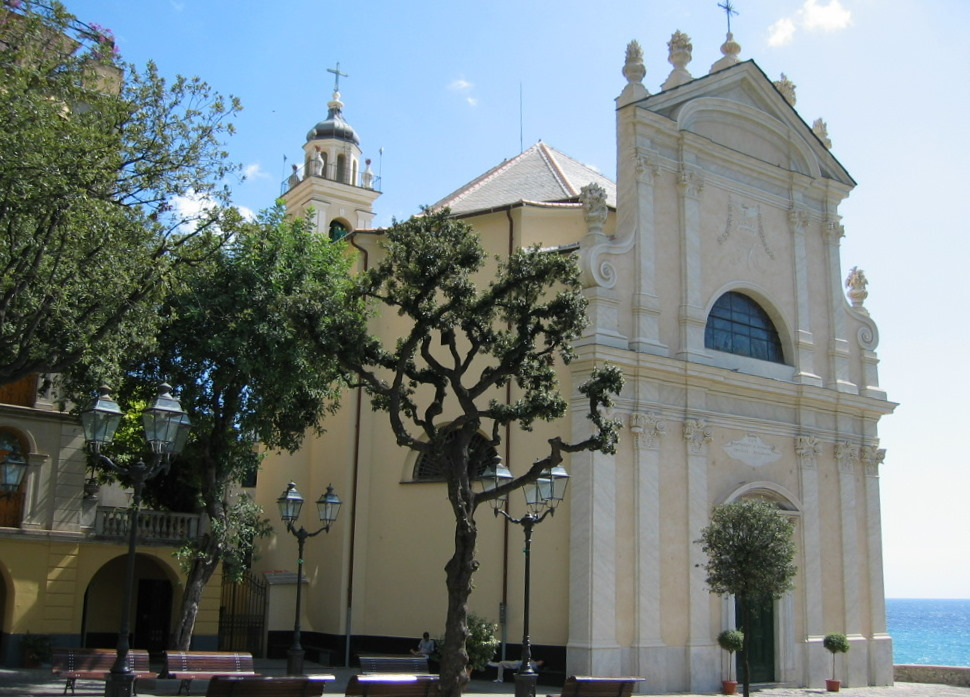
kostel Natività di Maria Santissima
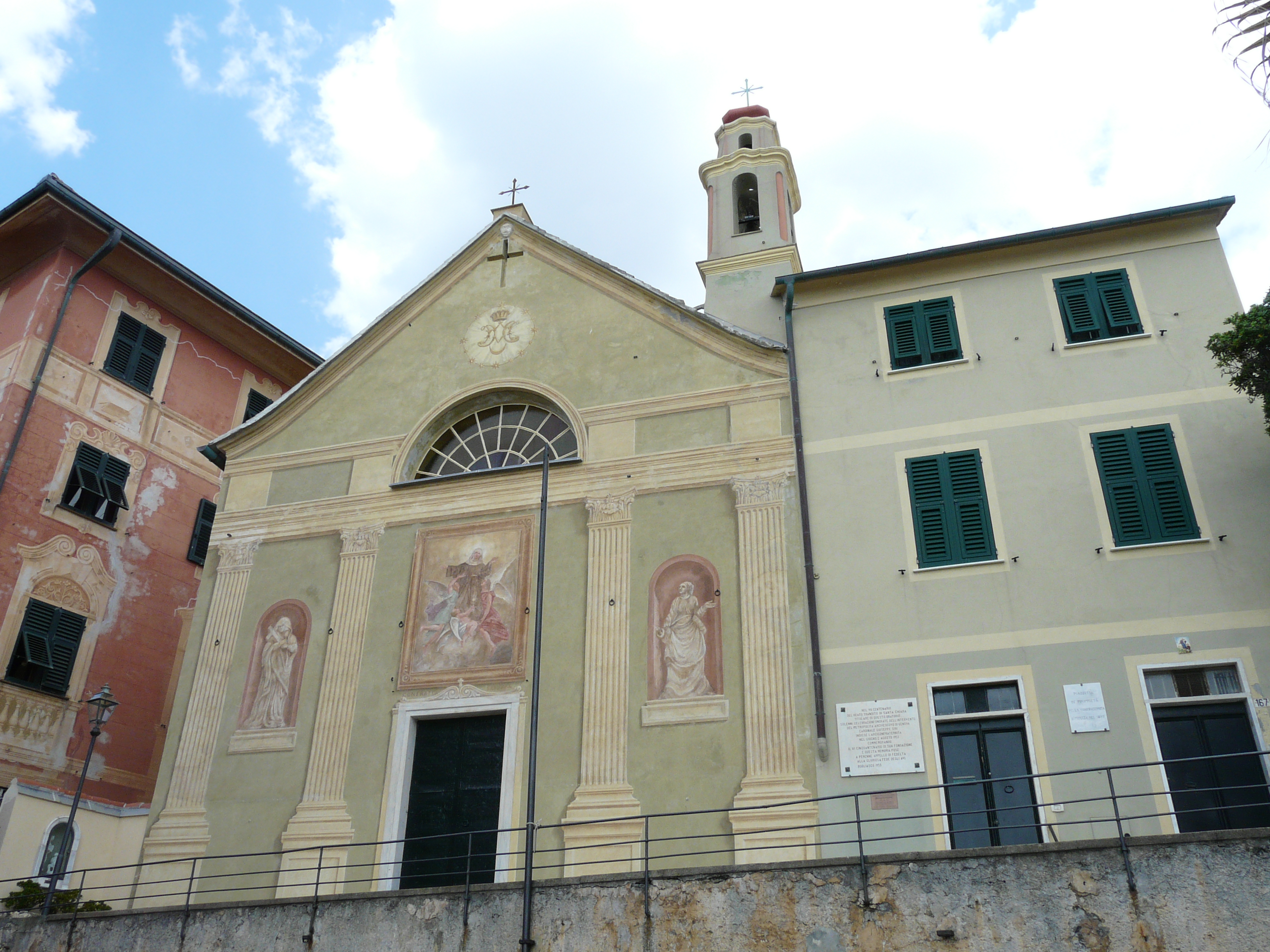
Santa Chiara
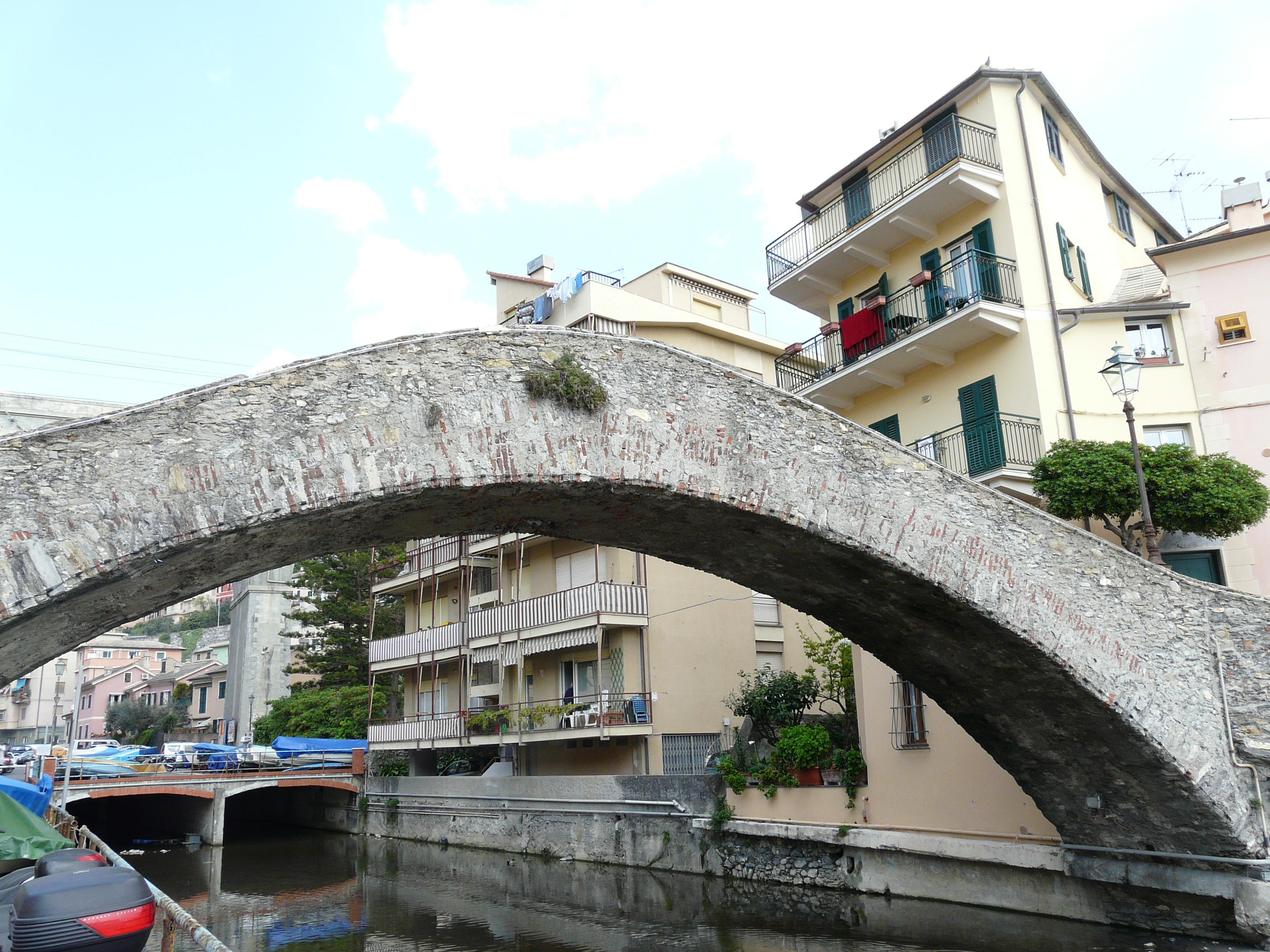
most ze 13. st.
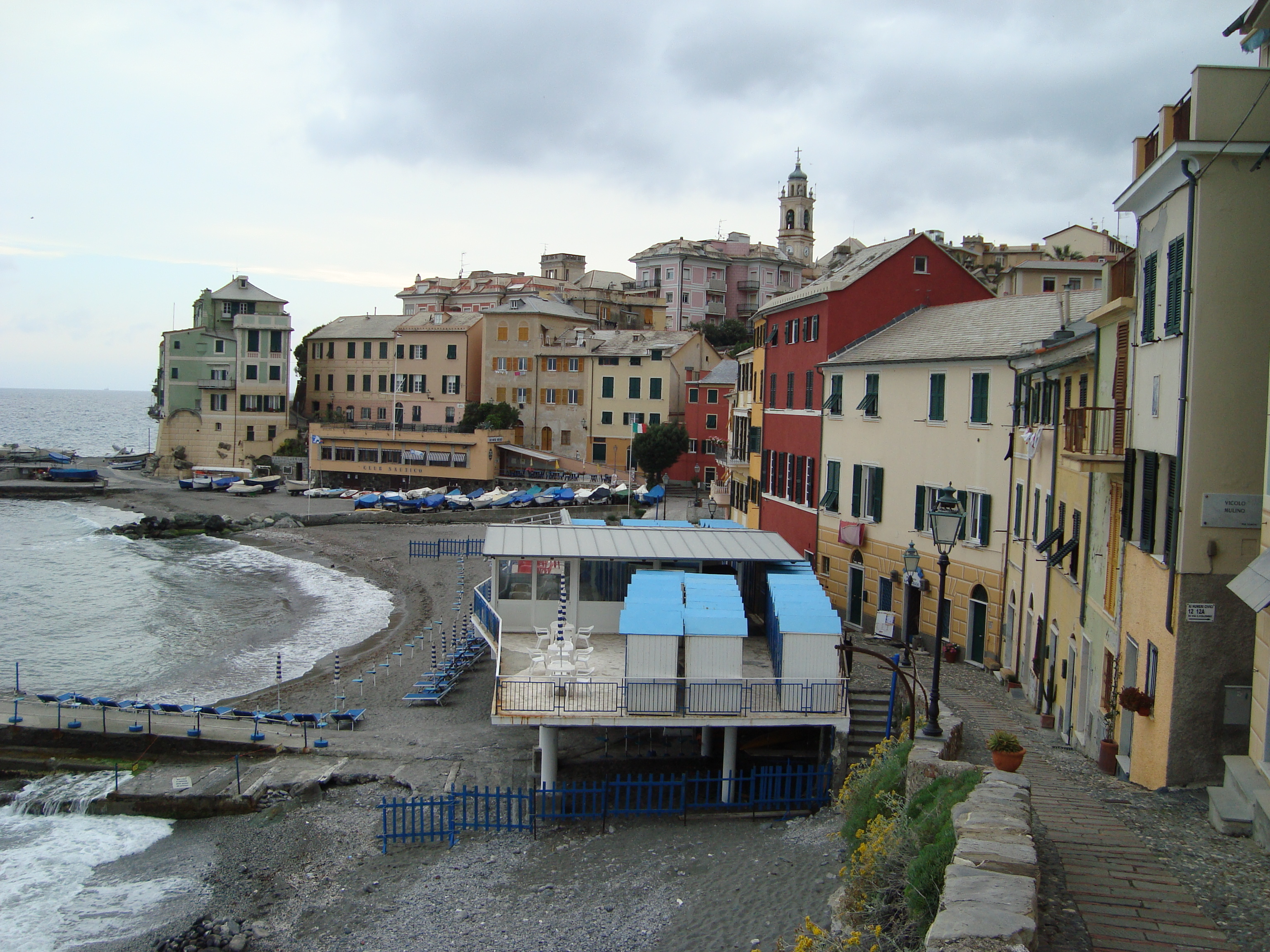
Bogliasco